# Иван Михайлович (князь стародубский)
Иван Михайлович  — третий удельный князь стародубский с 1281 по 1315.

## Биография
Иван Михайлович, по прозванию Калистрат, единственный сын Михаила Ивановича, третий князь на Стародубском уделе, унаследованном им от отца в 1281 г., год рождения неизвестен, умер, вероятно, в 1315 г. Летописные известия о нем почти совершенно отсутствуют, если не считать разноречивых сведений о дате его смерти и о месте, занимаемом им в родословной князей Стародубских, при Михаиле Ивановиче. По кончине Ивана Михайловича удел унаследовал его также единственный сын, — Федор Иванович, по прозванию Благоверный.

## Брак и дети
У Ивана Михайловича был единственный сын:
- Федор Иванович